# Arnold J. Heidenheimer
Arnold Joseph Heidenheimer (* 23. November 1929 in Würzburg; † 26. September 2001 in Richmond Heights) war ein US-amerikanischer Politikwissenschaftler und Hochschullehrer.

## Leben und Wirken
Der in Deutschland geborene Arnold J. Heidenheimer wanderte 1940 mit seiner Familie in die USA aus. Dort studierte er Politikwissenschaft und Geschichte an der Cornell University, wo er 1950 seinen ersten Studienabschluss erreichte. Zwei Jahre später (1952) erwarb er den Magistergrad an der American University. Es folgte sein Militärdienst, den er während des Koreakriegs als amerikanischer Soldat (mit Stützpunkt in Deutschland) verbrachte. Im Jahre 1957 promovierte er dann an der London School of Economics and Political Science. Seine akademische Laufbahn begann an der Wayne State University (1957 bis 1960) und an der University of Florida (1960 bis 1967). 1967 übernahm er dann eine ordentliche Professur an der Washington University in St. Louis. Gastprofessuren führten ihn an die Freie Universität Berlin sowie an die Universität Bergen, die Universität Stockholm, die University of London und die Universität Bielefeld. Er arbeitete in der Redaktion mehrerer Fachzeitschriften und war als Berater verschiedener Institutionen tätig, u. a. der Weltbank (1976 bis 1977).
Heidenheimer beschäftigte sich in seinen Veröffentlichungen vor allem mit dem politischen System der Bundesrepublik Deutschland, Konrad Adenauer und der CDU sowie der Parteienfinanzierung und politischen Korruption. In seiner letzten Veröffentlichung verglich der Schul- und Universitätssysteme in Deutschland, der Schweiz und Japan.

## Veröffentlichungen (Auswahl)
- German party finance. The CDU. In: American political science review, Bd. 51 (1957), S. 369–385.

- Adenauer and the CDU. The rise of the leader and the integration of the party. Nijhoff, The Hague 1960.
- Einstellungen zu Deutschland in der britischen öffentlichen Meinung seit 1945. In: Karl-Dietrich Bracher (Hrsg.): Die moderne Demokratie und ihr Recht. Festschrift für Gerhard Leibholz zum 65. Geburtstag. Bd. 1. Mohr, Tübingen 1966, S. 151–178.
- (mit Frank C. Langdon): Business associations and the financing of political parties. A comparative study of the evolution of practices in Germany, Norway and Japan. Nijhoff, The Hague 1968.
- (Hrsg.): Comparative political finance. The financing of party organizations and election campaigns. Heath, Lexington, Mass. 1970, ISBN
- The governments of Germany. 4. Aufl. Crowell, New York 1975, ISBN 0-690-00808-2.
- (mit Hugh Heclo u. Carolyn Teich Adams): Comparative public policy. The politics of social choice in Europe and America. Macmillan, London 1976, ISBN 0-333-19980-4 (2. Aufl. 1983, ISBN 0-312-15367-8.)
- (Hrsg.): Political corruption. Readings in comparative analysis. 2. Aufl. Transaction Books, New Brunswick, NJ 1978, ISBN 0-03-077815-8.
- Adenauer und die CDU. Der Kanzler und der Parteivorsitzende. In: Wolf-Dieter Narr/Dietrich Thränhardt (Hrsg.): Die Bundesrepublik Deutschland. Entstehung, Entwicklung, Struktur. Athenäum, Königstein/Ts. 1979, S. 79–108, ISBN 3-445-11845-0.
- (Hrsg., mit Peter Flora): The development of welfare states in Europe and America. Transaction Books, New Brunswick, NJ 1981, ISBN 0-87855-357-6.
- (Hrsg.): Political corruption. A handbook. 2. Aufl. Transaction Publishers, New Brunswick, NJ 1990, ISBN 0-88738-163-4.
- Disparate ladders. Why school and university policies differ in Germany, Japan, and Switzerland. Transaction Publishers, New Brunswick, NJ 1997, ISBN 1-56000-277-8.